# Lophuromys nudicaudus
Lophuromys nudicaudus är en däggdjursart som beskrevs av Heller 1911. Lophuromys nudicaudus ingår i släktet borstpälsade möss och familjen råttdjur. IUCN kategoriserar arten globalt som livskraftig. Inga underarter finns listade i Catalogue of Life.
Individerna når en kroppslängd (huvud och bål) av 9 till 12 cm, en svanslängd av 4,5 till 7,5 cm och en vikt av 29 till 52 g. Bakfötterna är 1,6 till 2,1 cm långa och öronen är 1,0 till 1,8 cm stora. Pälsen på ovansidan bildas av ganska styva hår som är ljus nära roten och brun till rödbrun vid spetsen. På undersidan (inklusive strupen och bröstet) förekommer tydlig rödaktig päls som kan ha en gul skugga hos äldre exemplar. Även svansen är uppdelad i en mörk ovansida och en ljus undersida. I svansens päls är några svarta taggar inblandade. Honor har 6 spenar.
Denna gnagare förekommer i Afrika vid Guineabukten. Arten lever i södra Kamerun, sydvästra Centralafrikanska republiken, Ekvatorialguinea (inklusive Bioko) och i västra Kongo-Brazzaville. Den vistas i låglandet och i kulliga områden upp till 700 meter över havet. Habitatet utgörs främst av grästäckta gläntor i regnskogar.
Lophuromys nudicaudus är aktiv på dagen och den går främst på marken. I magsäcken av några exemplar hittades främst rester av insekter. Två upphittade honor var dräktiga med 2 respektive 3 ungar.